# II. Iusztinosz bizánci császár
II. Iusztinosz (görög Ιουστίνος Β', latin Iustinus, elterjedt magyar néven Jusztinosz, vagy Justinus, Konstantinápoly, 520 körül – Konstantinápoly, 578. október 5.) bizánci császár 565-től haláláig, I. Iusztinianosz unokaöccse és utódja volt.

## Útja a trónig
Iusztinianosz halálakor két Iusztinosz is trónigénnyel léphetett fel: az egyikük Germanus nevű unokatestvérének kiváló hadvezéri képességekkel megáldott fia volt, a másik pedig saját unokaöccse, Vigilantia nevű nővérének a fia. Abban, hogy ez utóbbi szerezte meg a trónt, több dolog játszhatott közre. Először is a hajdani császárné, Theodóra számára mindvégig ellenszenves volt Germanus gyermeke. Igaz, Theodóra ekkor már rég elhunyt, de a később megkoronázott Iusztinosz az ő unokahúgát, Szophiát vette feleségül. Emellett a főváros pátriárkája és az excubitores testőrgárda parancsnoka is igen jó viszonyban volt vele.
Feltehetően Theodóra támogatásának köszönhetően Iusztinosz 552-ben alacsonyabb udvari tisztséget kapott – cura palatii lett, aki a palota mindennapos ügyeivel törődött. Épp ezért Konstantinápolyban tartózkodott nagybátyja halálakor, míg a másik Iusztinosz éppen a dunai határt védte Illyricumban. Az ellenfél számára nem is hagytak lehetőséget a trónkövetelőként való fellépésre. Iusztinianosz halálos ágyánál mindössze egy praepositus volt jelen, aki azt mondta, hogy a császár utolsó szavaival unokaöccsét tette meg utódjául. Az excubitores elzárta a palota kapuit, hogy a hír ne szivároghasson ki, és még azon az éjszakán megkoronázták II. Iusztinoszt.
Evagriosz tudósítása szerint korábban kiegyezett a másik Iustinosszal, miszerint akármelyikük is örökli a trónt, a másikat fogják kinevezni örökösnek. Az új császár azonban csalárd módon magához hívatta a hoppon maradt névrokonát, és kinevezés helyett kivégeztette.

## Uralkodói pályája
Iusztinoszra egy hatalmasra nőtt birodalmat örökölt, amelynek kincstára kimerült, szinte minden határán veszély fenyegette, lakossága megfogyatkozott, gazdasága pedig hanyatlóban volt. Az új császár egyik első dolga volt az elődje által felhalmozott adósságok kifizetése volt, majd visszaállította a kincstár egészséges egyensúlyát, ami miatt azonban ráragadt a kapzsi jelző. Már uralkodása második évében összeesküvés szövődött ellene két szenátor, Aetheriosz és Addaiosz vezetésével. Mindkettejüket kivégezték.
Iusztinosz kegyes keresztény és nagy építkező volt, számos adományt juttatott el különböző szentélyekbe, sok templomot felújított, és jó néhányat építtetett is.
573-ban II. Iusztinosz elméje elborult – hordszéken vitette magát ide-oda, és állítólag többször megharapta szolgáit, sőt egy történet szerint kettejüket meg is ette – és attól fogva felesége, Szophia kezébe került az irányítás. Ő maga nő lévén csak nagy nehézségek árán érte volna el, hogy elismerjék teljes jogú uralkodónak, ezért férje egyik tisztább pillanatában, 574. december 7-én meggyőzte, hogy kinevezze az excubitores gárda parancsnokát, a jóképű, hadvezéri babérokkal jeleskedő Tiberioszt. Minden jel arra mutat, hogy Szophia feleségül akarta vetetni magát a már nős caesarral, ő azonban semmi jelét nem mutatta válási szándékának, és Iusztinosz halálát követően később is saját feleségét, Inót emelte maga mellé a trónra.

## Vallásügyek
Iusztinosz feleségéhez hasonlóan meggyőződéses ortodox vallású volt, azonban a monofizitákkal szemben igyekezett békülékeny politikát folytatni. Visszavonta Iusztinianosz azon rendelettervezetét, amely a szélsőséges monofizita irányzatot tette volna államvallássá, és a menesztett Eutükhiosz pátriárka helyett Szirimiszi Jánost nevezte ki egyházfőnek, aki a khalkédóni zsinat határozatait követte, és elhatárolódott az eretnekektől.
Hogy rendezze a helyzetet, Iusztinosz számos engedményt tett: több bebörtönzött monofizitát szabadon engedett, rehabilitálta az I. Anastasius (Anasztasziosz) idejében ténykedő Severus antiochiai pátriárkát, és megbeszéléseket kezdeményezett. Végül Callicinumban egy új Hénótikonnal állt elő, Zénón császár mintájára, amely a Baradaiosz Jakab vezette monofizita felső papság számára elfogadható volt, azonban a szerzetesek elutasították. Ezzel szakadás kezdődött a monofiziták berkeiben a radikálisok és a mérsékeltek között.
Iusztinosz még egy próbálkozást tett: kiadott egy ediktumot, amelyben a khalkédóni zsinat említésének gondos kerülése mellett deklarálta Jézus Krisztus lényegének (Logosz) egységét, egyúttal azonban a kettős természet elve mellett tett hitet. A makacskodó monofizitákkal szemben végül elfogyott a türelme, és ismét a kemény kéz politikáját vezette be velük szemben. Ez egészen a császár megháborodásáig tartott, amikor is társcsászára és utódja, Tiberiosz, hogy fenntartsa a keleti végek békéjét, szakított az üldözéssel. Utolsó éveiben aztán Mauricius (Maurikiosz) hatására ő is a büntetést választotta.
569-ben a belső-líbia berber törzs, a garamantok királya követséget küldött hozzá, amiben kérte, hogy csatlakozhasson Róma békéjéhez és felvehesse a kereszténységet. Iustinus teljesítette a kérését.

## Külpolitika

### A Balkán
Bizánc egyelőre kezében tartotta a dunai határt, és sikerült megakadályoznia különböző barbár – szláv és protobolgár – csoportok letelepedését. A térségben 565-ben kezdődött újra a harc a longobárdok és a gepidák között. Ez utóbbiak királya, Cunimund a bizánci segítség fejében felajánlotta, hogy visszaadja az 536-ban elfoglalt Sirmiumot. Noha Iusztinosz ebbe beleegyezett, Kunimund nem adta át a várost. A longobárdok ekkor a törökök elől kelet-európai pusztákról nemrég nyugatra vonult avaroktól kértek segítséget. Kunimund ekkor ismét felajánlotta Sirmiumot, ahova ezúttal bevonultak a bizánci csapatok, azonban most Iusztinosz nem tartotta be a szavát: semleges maradt a kitörő konfliktusban, amelynek során a gepidák megsemmisítő vereséget szenvedtek Alboin longobárd királytól. Az avarok ezt követően a Dunától keletre eső területeken telepedtek meg.
Kihasználva a keleti határon elszenvedett vereséget, 573-574 fordulóján a Baján kagán vezette avarok támadást indítottak a Balkánon arra hivatkozva, hogy Iusztinosz gepida szökevényeket rejteget. Legyőzték a Tiberiosz által ellenük vezetett hadsereget, ő pedig a békekötés mellett döntött. 60 000 solidust fizettek az avaroknak, cserében Sirmium bizánci kézben maradhatott – egyelőre. Iusztinosz azonban már nem érte meg balkáni politikájának teljes csődjét, ami az 580-as években mutatkozott teljes valójában.

### Itália és Hispánia
A longobárdok számára igen kényelmetlenné vált a szövetséges jelenléte, ezért Alboin népe 568-ban Itáliába vonult. 569-ben már a félsziget egész északi részét megszállták. A helyi bizánci erők kevesen voltak, és alig számíthattak utánpótlásra, ráadásul a Keleti gót Királyságot elpusztító Narsest 567-ben leváltották a fővezéri tisztségből, mivel a pestistől is sanyargatott itáliaiak megelégelték önkényeskedéseit. III. János pápa maradásra bírta a dúsgazdag eunuchot, aki így Róma városából figyelte egészen 574-ben bekövetkezett haláláig azt, ahogy a helyi bizánci uralom megsemmisül.
573-ban Alboint meggyilkolta a felesége, az általa lefejezett Cunimund gepida király lánya, Rosamunda által vezetett összeesküvés. A bizánciak felelőssége nem kizárható, amint Alboin örököse, II. Cleph halálában sem. Az ezt követő 10 évben a longobárdok vagy harminc törzsre bomlottak, és Itália különböző vidékein települtek le – a két legfontosabb központjuk Spoleto és Benevento volt. Az 576-ban indított bizánci ellentámadás csúfos kudarcot vallott, és a hadat vezető Baduarius, Iusztinosz veje is odaveszett.
A pápa vezetésével védett Róma, a helyiek védelme alatt álló Nápoly és Genova, valamint a mocsarak közt megbúvó, császári hídfőállásként szolgáló Ravenna mindvégig kitartott. Iusztinosz és utódai még jó ideig keresték a frankok szövetségét a longobárdok ellen.
Eközben a nyugati gótok támadásainak köszönhetően egyre csökkent a bizánci kézben levő hispániai területek mérete. 572-ben még sikerült visszafoglalni Córdobát, azonban ez csak ideiglenes siker volt. A 7. század elejére Bizánc végleg kiszorult az Ibériai-félszigetről.

### A keleti határ
Az 562-ben az Szászánida Birodalommal kötött békeszerződésnek voltak hiányosságai. Nem rendezte például a Lazikát védő Suania helyzetét. I. Huszrau Anósírván királlyal nem tudott dűlőre jutni az udvarába küldött követ (Comentiolus vagy Domentiolus János). 572-ben aztán Iusztinosz úgy döntött, hogy nem újítja meg a békét.
Szintén konfliktushelyzetet szült a lakhmidák arab vazalluskirálysága, amelynek királya,  Amr számos portyát vezetett a bizánci területekre és a Konstantinápollyal szövetséges Gasszánida arabok ellen. 569-ben Amr meghalt, és 570-ben utódját, Kabuszt is meggyilkolták. Ugyanekkor azonban a mai Jemen területén fekvő Himjárban a megszálló keresztény Etióp Császárság ellen nyújtott segítség örve alatt a perzsáknak sikerült megvetniük a lábukat.
Örményország perzsák által megszállt részében is gyűltek a fellegek: a keresztény helyiek fellázadtak, amikor a helytartó a duini püspöki székhelyen tűzszentélyt építtetett. A lázadók felvették a kapcsolatot Iusztinosszal, aki ígéretet tett a védelmükre. A perzsáknak azonban más sérelmek is érték: 569-ben Közép-Ázsia török törzsei követséget menesztettek Konstantinápolyba, hogy tárgyaljanak a Kína kincseihez vezető, perzsa vámokat elkerülő selyemút létrehozásáról. Korábban ők segítették hozzá a Szászánida államot a fehér hunok legyőzéséhez (557), azonban a perzsák felismerték bennük a potenciális veszélyforrást, így nem egyezkedtek velük.
A háború eleinte sikerrel kecsegtetett: a hadvezér, Marcianus, Iusztinianosz unokaöccse kisebb ütközeteket nyert meg, majd ostromzár alá vette Niszibiszt, a perzsa határvédelem központi láncszemét. A türelmetlen Iusztinosz azonban leváltotta a hadvezért az elhúzódó ostrom miatt, mire a bizánci katonák fellázadtak. Ekkor kezdődtek a bajok. Mundzír, a Ghasszánida sejk ugyanis 569-ben és 570-ben legyőzte a Lakhmidákat, ám erőforrásai kimerülőben voltak. Amikor pénzt kért a császártól, hogy csapatokat toborozhasson, az dührohamot kapott, és parancsot küldött Marcianusnak, hogy végezzen Mundzírral. A hír azonban a sejk fülébe jutott, mire megrettenve a sivatagba vonult népével együtt, és csak 575-ben tért vissza. Ez lehetővé tette, hogy a Lakhmidák feldúlják Szíriát, a perzsák pedig nagy erőkkel láthassanak Darasz, a hatalmas bizánci határerőd ostromához. Öt hónap után az erősség kapitulált – állítólag a parancsnok árulása vagy felelőtlensége volt az ok – és a hír sok volt Iusztinosznak: szó szerint beleőrült. Az elborult elméjű császár és a nagy vereség hatását csak tetézte az avarok támadása és az ismét kitörő pestis.
A helyzetet még Iusztinosz életében sikerült rendezni, ám ez nem az ő érdeme volt, hanem kijelölt utódjáé, Tiberioszé.